# Aparidor
Aparidor (em latim: apparitor), na Roma Antiga, foi um servente civil cujo salário era pago com o tesouro público. Os aparidores, divididos em quatro classes (decúrias) tinham como função auxiliar os magistrados. O mais alto dos aparidores eram os escribas, os escriturários ou notários públicos, seguidos pelos lictores, viadores (mensageiros ou invocadores) e pregões (anunciadores ou arautos). O termo, portanto, se refere a um bedel em uma universidade, um passavante ou arauto.
No direito canônico romano católico, que foi amplamente inspirado no direito romano, aparidor permanecia como um título oficial para um tipo de oficial de justiça nas cortes eclesiásticas designado para servir as intimações, prender uma pessoa acusada e, no procedimento civil-eclesiástico, tomar posse, física ou formalmente, de propriedade em disputa, de modo a assegurar a execução da sentença do juiz, em países onde o foro eclesiástico, em sua integridade substancial, é reconhecido. Ele, assim, agiu como um xerife, oficial de justiça e condestável. A garantia de sua entrega das intimações é evidência do conhecimento do intimado de sua obrigação de aparecer, ou para ser julgado, para dar testemunho, ou para fazer qualquer outra coisa que possa ser legalmente ordenada pelo juiz. Sua declaração tornou-se a base de uma acusação de contumácia contra qualquer um que se recusasse a obedecer intimações.